# Nori

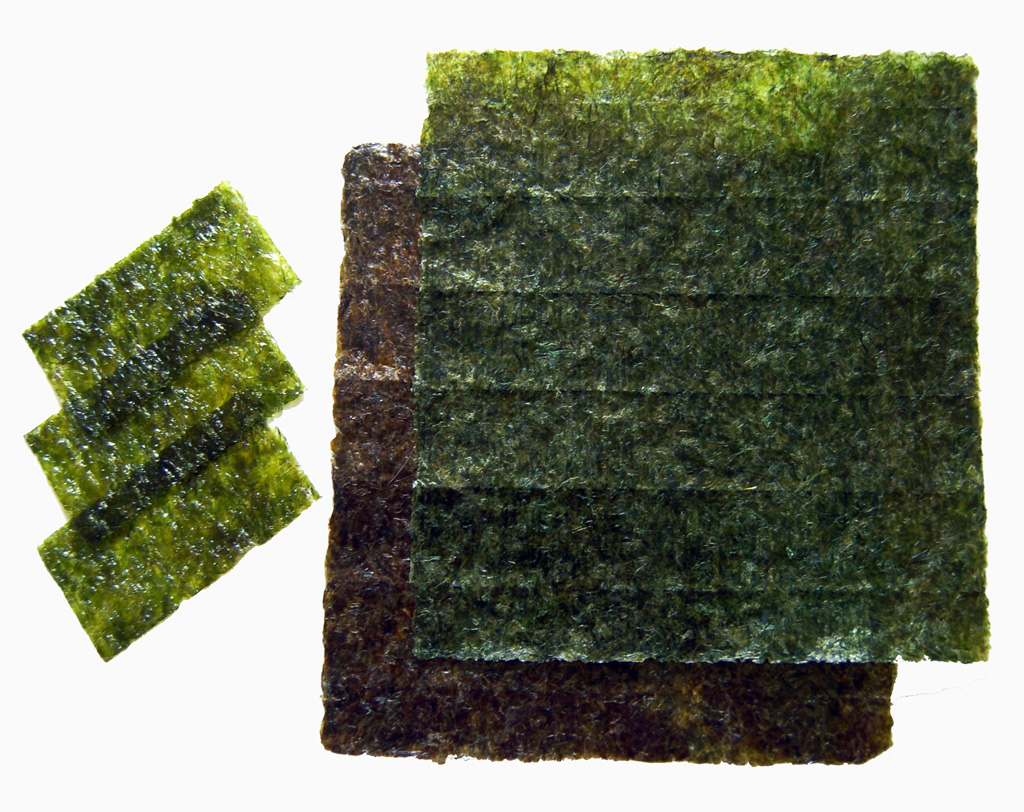
Nori

Nori (海苔?) és un terme japonès usat per referir-se a varietats comestibles de diverses espècies del gènere Porphyra, especialment Porphyra yezoensis i Porphyra tenera. També s'usen altres tipus diferents d'alga, incloses alguns cianobacteris. Nori també es refereix comunament a productes alimentaris creats a base d'aquestes algues. Els productes finals s'elaboren tallant les algues a tires i assecant-les mitjançant un procés semblant al del paper. El nori es fa servir generalment per enrotllar l'onigiri i el sushi.
Els principals productors en són el Japó, Corea i la Xina. El nori és font de vitamina A, B, C1, iode, proteïna, fibra, (31,2 mg/100 g), i carotè.
Originàriament, el terme nori era més genèric i incloïa també algues com hijiki. Abans de l'any 1000, ja era un aliment comú. En un principi era com una pasta i en el període Edo ja es va fer en forma de full papiraci.

## Ús

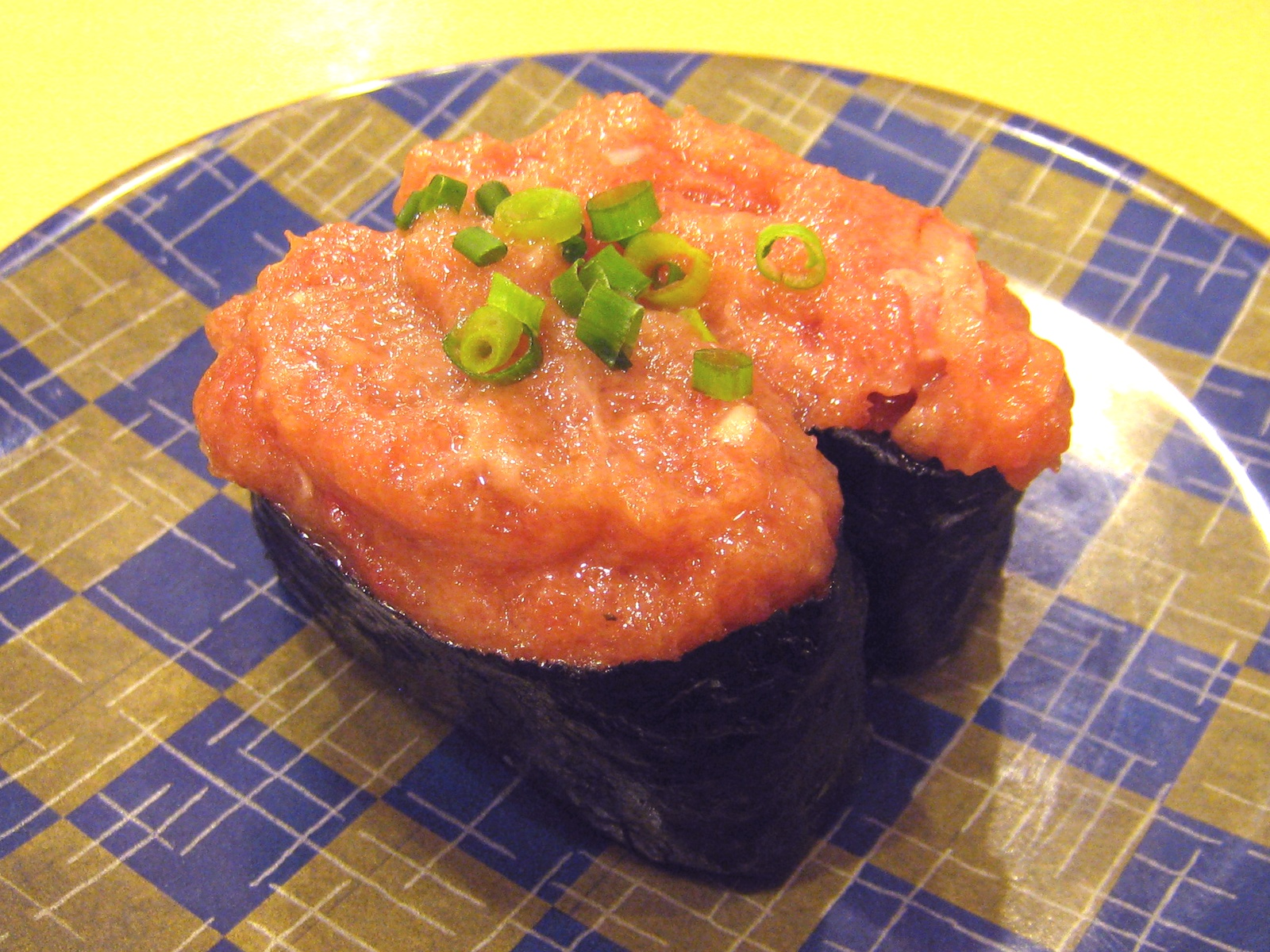
Negitoro gunkanmaki (葱トロ軍艦巻き)

El nori es fa servir normalment per a embolicar el sushi i onigiri. També és una guarnició comuna en fideus i sopes. Normalment es torra abans de consumir-lo («yaki-nori» en japonès). Un producte relacionat es prepara amb unes espècies d'algues diferents Monostroma i Enteromorpha, i s'anomena aonori (青海苔).